# Wes Schweitzer
Pour les articles homonymes, voir Schweitzer.
(en) Statistiques sur pro-football-reference
Weston « Wes » Robert Schweitzer (né le 11 septembre 1993 à Scottsdale dans l'État de l'Arizona aux États-Unis) est un sportif professionnel américain de football américain évoluant au poste d'offensive guard et de centre depuis 2016 dans la National Football League (NFL).
Au niveau universitaire, il joue pour les Spartans de l'université d'État de San José dans la NCAA Division I FBS.

## Biographie

### Jeunesse et carrière universitaire
Schweitzer sort du lycée comme une recrue deux étoiles évaluant pour le Chaparral High School de Scottsdale. Il s'engage le 29 janvier 2011 pour les Spartans de San Jose State, déclinant des offres d'Air Force, Columbia, Hawaï, Idaho, Nouveau-Mexique et Utah State.
Durant son passage universitaire, Schweitzer obtient un diplôme en chimie et se spécialise en chimie atmosphérique. Il participe à des études sur le sujet à chaque automne de sa carrière universitaire tout en travaillant dans une entreprise de déménagement. Durant son passage avec les Spartans, il fait quatre fois l'équipe d'honneur académique de la conférence. Lors de la draft de 2016, il est repêché par les Falcons d'Atlanta au sixième tour, 195e choix au total. L'équipe fait alors face à des questions au poste de guard droit avec la blessure de Chris Chester (en) et la transition de Mike Person (en) au centre.

### Carrière professionnelle
Schweitzer ne joue pas durant sa saison recrue. Cependant, il est en compétition pour être titulaire à droite lors de son deuxième camp d'entrainement. Son principal concurrent est Ben Garland (en), qu'il bat et il est nommé titulaire par l’entraîneur-chef Dan Quinn le 4 septembre 2017. Après quatre ans avec l'équipe et 46 matches joués, il quitte l'équipe à l'expiration de son contrat. Il signe alors avec les Redskins de Washington, renommés la Washington Football Team peut après et les Commanders de Washington deux ans plus tard.
Lors de sa dernière année à Washington, Schweitzer joue au centre, cette versatilité intrigue les Jets de New York lorsqu'il devient agent libre. Ces derniers viennent de perdre les services de Dan Feeney, Nate Herbig (en) et Connor McGovern à ce poste et ont besoin de profondeur à la position. Schweitzer est alors perçu comme un joueur semblable à Feeney et il signe un contrat de deux ans avec l'équipe. En parallèle, l'équipe resigne Adam Pankey (en) qui joue également comme guard.